# Renealmia pycnostachys
Renealmia pycnostachys är en enhjärtbladig växtart som beskrevs av Karl Moritz Schumann. Renealmia pycnostachys ingår i släktet Renealmia och familjen Zingiberaceae. Inga underarter finns listade i Catalogue of Life.